# Роберт Важиха
Роберт Важиха (пол. Robert Warzycha, 20 серпня 1963, Семковіце) — польський футболіст, що грав на позиції півзахисника та захисника у кількох польських та закордонних клубах, а також у складі збірної Польщі. Після закінчення кар'єри футболіста — футбольний тренер, тренував клуби «Гурник» (Забже) і «Коламбус Крю».

## Клубна кар'єра
Роберт Важиха народився у Семковіце у 1963 році. Розпочав свою футбольну кар'єру в нижчоліговому клубі «Будовляні» (Дзялошин). У цій команді в одному з матчів він зумів відзначитися 9 забитими м'ячами, після чого отримав запрошення до клубу «Варта» із Серадзя, в якому виступав протягом одного сезону. Далі Важиха грав протягом двох сезонів за «Гурник» із Валбжиха. У 1987 році він став гравцем команди «Гурник» із Забже, у складі якої у сезоні 1987—1988 років став чемпіоном Польщі, а в 1988 році також став володарем Суперкубку Польщі. У 1991 році на запрошення тренера Говарда Кендалла Важиха став гравцем англійського клубу «Евертон» за 500 тисяч фунтів стерлінгів. У команді Важиха грав протягом 3 років, зіграв 72 матчі у Прем'єр-лізі, у яких відзначився 6 забитими м'ячами. Він став першим небританським футболістом, який відзначився забитим м'ячем у англійській Прем'єр-лізі. Важиха грав у «Евертоні» до 1994 року, після чого став гравцем угорського клубу «Печ». Після року виступів у цьому клубі польський футболіст став гравцем іншого угорського клубу — «Кішпешт-Гонвед» з Будапешта. Разом із будапештським клубом Важиха виграв Кубок Угорщини в 1996 році.
У 1996 році Роберт Важиха став гравцем клубу MLS «Коламбус Крю». Протягом 6 років він був стабільним гравцем основи клубу, у 1997 і 1999 роках грав у матчі всіх зірок MLS. За точність та силу удару під час виконання штрафних він отримав у клубі прізвисько «Польська гвинтівка» (англ. The Polish Rifle). Важиха грав у складі американського клубу до 2002 року, зігравши 160 матчів у MLS та відзначившись 19 забитими м'ячами, після чого завершив виступи на футбольних полях. У складі команди він став переможцем Відкритого кубка США в 2002 році.

## Виступи за збірну
Роберт Важиха з 1987 року грав у складі національної збірної Польщі. За час виступів у збірній зіграв 47 матчів, та відзначився 7 забитими м'ячами. Футболіст грав у збірній до кінця 1993 року, разом із Романом Шевчиком був капітаном команди під час відбору до чемпіонату світу 1994 року.

## Тренерська кар'єра
Відразу після завершення виступів на футбольних полях Роберт Важиха увійшов до тренерського штабу своєї останньої команди «Коламбус Крю». Після відставки Грега Ангулюса у 2005 році він кілька місяців виконував обов'язки головного тренера клубу. У 2009 році колишній футболіст призначений уже постійним головним тренером клубу. Уже в перший рік роботи він виграв із клубом Supporters' Shield, як команда, що набрала найбільше очок у регулярному чемпіонаті MLS. Важиха працював головним тренером клубу до 2 вересня 2013 року. 12 березня 2014 року Важиха став головним тренером іншого свого колишнього клубу — «Гурника» із Забже, із яким підписав трирічний контракт, проте перебував на цій посаді лише рік.

## Особисте життя
Роберт Важиха є батьком професійного футболіста Конрада Важихи, який як і батько. частину кар'єри провів у клубі «Коламбус Крю».

## Титули і досягнення

### Як футболіста
- Чемпіон Польщі (1):

«Гурник»: 1987–1988
- Володар Суперкубка Польщі (1):

«Гурник»: 1988
- Володар Кубка Угорщини (1):

«Кішпешт-Гонвед»: 1995-96
- Переможець Відкритого кубка США (1):

«Коламбус Крю»: 2002

### Як тренера
- Переможець Supporters' Shield (1): 2009